# 福田浩一
福田 浩一（ふくだ こういち、1962年5月3日 - ）は、熊本県熊本市出身の日本のフリーアナウンサー・MC。株式会社ボイスレジスタ代表取締役。元テレビ熊本アナウンサー。

## 来歴
両親が教育関係者だったこともあって語学教諭を目指して熊本大学教育学部附属幼稚園、小学校、中学校、熊本県立済々黌高等学校と進むが、声優になる夢も諦めきれず、現役では教育系の大学を受験したものの志望を変え、一浪して日本大学芸術学部放送学科に進学する。大学4年次に卒論の担当官であった露木茂（当時フジテレビアナウンサー）から「（声優の道は芝居の素養が必要だから大変だ）サラリーマンはどうだ」と勧められたことをきっかけにアナウンサーの道を志し、1986年4月にテレビ熊本にアナウンサーとして入社する。
テレビ熊本で報道・スポーツなど幅広く担当。全国高等学校バレーボール選抜優勝大会（春の高校バレー）中継の実績が認められてバレーボールワールドカップ中継に3度携わり、1999年のFNSアナウンス大賞でスポーツ部門アナウンス賞（最優秀賞）を受賞する。また、FNSアナウンス大賞では1992年のCM部門でもアナウンス賞を受賞したほか、延べ17回の入賞を果たしている。また番組製作にも携わり、2003年にはディレクターとして参画したFNS春高バレーコーチングキャラバン「拾ってつなげ!県立芦北高校の挑戦」で感動大賞を受賞している。さらに、アルエット熊本（現在のロアッソ熊本の前身）の関係者と親交があったことから、同クラブが日本フットボールリーグ (JFL) 参入するドキュメンタリーの制作を行ったほか、キッズサッカーのイベントを企画する。
2007年、アナウンス部を離れ同社事業局へ異動。くまもとマーチングフェスティバルやblast!熊本公演の企画に携わるほか、アナウンサー時代に立ち上げたキッズサッカーのイベントにも引き続き携わった。
両親を相次いで亡くしたこと、息子の福田浩大が山陰中央テレビを退社しフットメディア所属のフリーアナウンサーになったこと、熊本地震を体験したことなどを契機に、定年前の独立を考えるようになり、2019年3月31日にテレビ熊本を退社、翌4月1日にフリーとなって「株式会社ボイスレジスタ」を設立した。会社の概要は、イベントの企画・運営や、音楽制作など、MC・ナレーション以外にも多岐にわたる事業が出来るような法人登録になっている。会社立ち上げの挨拶に回った際、テレビ熊本時代に天草国際トライアスロンや佐賀バルーンフェスタなどで親交のあった越智正憲（元サガテレビ社長・STSプロ社長）の尽力で、STSプロが制作するスポーツ中継、かつて得意としていたバレーボールの久光製薬スプリングスの試合と、Jリーグ・ギラヴァンツ北九州の中継を見学した。その時ギラヴァンツ北九州戦の実況を担当していたのが能政夕介だった。Jリーグのコメンタリー事務局にアポイントを取り、プロフィールなどを送ったところ、Jリーグ実況・解説者向けのコメンタリー会議への招待があり、来季の実況の資格を得る。息子の浩大は既にサッカー実況で実績を積み重ねていた。コロナ禍の特殊な状況もあり、Jリーグから2020シーズンの地元熊本のオファーを受け、14年ぶりに実況の現場に復帰。ロアッソ熊本ホームゲームの実況をDAZNにて担当。翌2021シーズンはロアッソ熊本のJ3優勝が決まる最終戦で「風のようにターレス」という名言を残す。この年J3リーグに参入したテゲバジャーロ宮崎のホームゲームも担当、現在に至る。

## 人物・エピソード
- 教育分野への造詣も深く、母校の熊本大附属小学校のIT実践研究をはじめ、教育委員会や学校単位の研究会にも「音読」や「音声表現」の講師として度々招聘されボランティアで参加を続けてきた。このことから、2020年4月より熊本市教育委員会主催 「確かな日本語力を育む 日本語大好き！（日本語力）」講師、同「キャリア教育」講師の委嘱を受ける[1]。また学校単位の校内研修会等にも招聘されている[3]。
- 高校時代は、熊本ユースシンフォニーオーケストラ（KYO）でパーカッションを担当、大学では3ピースのコーラスバンドでピアノとボーカル、5人のフルバンドでボーカルなど、ライブハウスに定期出演していた経歴を持つ。
- 日本サッカー協会公認C級指導者ライセンス、公認キッズリーダーライセンスを所持するほか、3級審判員の資格を持つ。2019年、会社設立を機に57歳で3級審判に昇格。それ以前は自身の更新ミスで5回目の4級であった[4]。 公益財団法人 日本レクリエーション協会 公認指導員 。 公益財団法人 日本スポーツ協会 公認スポーツ指導者。熊本県キッズサッカー協議会設立時メンバー。

## 独立後の出演番組

### 現在の出演番組
- B.LEAGUE 熊本ヴォルターズ戦ホームゲーム実況（バスケットLIVE）[1]
- 明治安田Jリーグ（J3リーグ）テゲバジャーロ宮崎・ロアッソ熊本・鹿児島ユナイテッドFCホームゲーム実況（DAZN）[1]
- 全国高等学校野球選手権熊本大会（熊本朝日放送、実況担当。2022年 - 。『バーチャル高校野球』でのインターネット動画配信含む）

### 過去の出演番組
テレビ
- 全国高等学校野球選手権熊本大会（熊本朝日放送、実況担当。2022年 - 。『バーチャル高校野球』でのインターネット動画配信含む[5]）
- Bリーグ_2019-20熊本ヴォルターズホームゲーム開催告知ＣＭナレーション

ラジオ
- いい曲プレゼンターズ（熊本放送、2020年1月12日、ゲスト[6]）
- 昭和歌謡大作戦（熊本放送、2020年10月11日、ゲスト[7]）

## テレビ熊本在籍時の出演・担当番組
- スポーツ実況（フォーミュラ・ニッポン、バレーボールワールドカップ中継（1995、1999、2003）、全国高等学校バレーボール選抜優勝大会（春の高校バレー）全国大会、Jリーグ、天草国際トライアスロン、全日本モトクロス選手権、全日本トライアル選手権、キッズサッカー、等多数）[1]
- めざましテレビ中継
- 若っ人ランド（番組ナレーション）番組創設期から人事異動まで
- ナイトマガジン
- てれくま屋本舗
- TKUスーパータイム